# Romuald Klekowski
Romuald Zdzisław Klekowski (ur. 1 stycznia 1924 w Pińsku, zm. 5 maja 2015 w Warszawie) – polski biolog, ekolog, profesor Międzynarodowego Centrum Ekologii PAN, członek rzeczywisty Polskiej Akademii Nauk.

## Życiorys
Studiował na Wydziale Matematyczno-Przyrodniczym Uniwersytetu Łódzkiego (praca magisterska w 1950). Od 1945 do 1948 był tam asystentem a w latach 1948-1952 adiunktem oraz wykładowcą zoologii i anatomii porównawczej.
Od początku swej działalności naukowej związany z Instytutem Biologii Doświadczalnej im. Marcelego Nenckiego PAN, początkowo jako kierownik Zakładu Hydrobiologii Doświadczalnej, następnie Zakładu Bioenergetyki Ekologicznej (w latach 1952-1975) a następnie zastępca dyrektora (1970-1973).
Od 1965 do 1998 redaktor naczelny „Polskiego Archiwum Hydrobiologii”. Od 1969 współorganizator polskich badań polarnych Antarktyki. Brał m.in. udział w czterech wyprawach arktycznych i w pracach ekologicznych na Spitsbergenie), pięciu rejsach oceanologicznych na Atlantyku, w Antarktyce, na Oceanie Spokojnym i na Oceanie Indyjskim.
W latach 1970–1973 i 1984–1986 zastępca sekretarza Wydziału II Nauk Biologicznych Polskiej Akademii Nauk, w latach 1987-95 jego sekretarz. W latach 1973–1985 koordynator programu węzłowego „Ekologiczne podstawy gospodarki środowiskiem”. Kierownik Zakładu Bioenergetyki Ekologicznej Instytutu Ekologii PAN (w latach 1975-90) i jego dyrektor (w latach 1973-1982).
Od 1987 do 1995 r. członek Prezydium PAN. Od 1992 do 2002 przewodniczący Rady Naukowej Zakładu Biologii Antarktyki PAN. Od 1996 profesor Międzynarodowego Centrum Ekologii PAN w Łomiankach. Brał także udział w pracach Centralnej Komisji Kwalifikacyjnej ds. Kadr Naukowych jako zastępca przewodniczącego sekcji. W 1995 roku został odznaczony Medalem im. Profesora Kazimierza Demela.
Zajmuje się głównie zagadnieniami dotyczącymi ekologii, bioenergetyki ekologicznej zwierząt zmiennocieplnych, hydrobiologii i oceanologii, badań polarnych, a także bilansów energetycznych w ontogenezie osobniczej gatunków o różnej strategii bioenergetycznej, modelowania komputerowego procesów ekologicznych. Wykładał bioenergetykę ekologiczną na Uniwersytecie Warszawskim i Akademii Rolniczo-Technicznej im. Michała Oczapowskiego w Olsztynie.
Od 1950 członek Societas Internationalis Limnologiae. Członek rad naukowych: Instytutu Ekologii PAN (od 1980 r.), Centrum Biologii Morza PAN (w latach 1987-1999), Zakładu Biologii Antarktyki (przewodniczący; od 1992 r.). Od 1979 r. członek korespondent Polskiej Akademii Nauk, od 1994 – członek rzeczywisty PAN. Od 1992 członek Komitetu Badań Polarnych PAN. Od 1993 członek Komitetu Ekologii PAN. Od 1995 członek Białoruskiej Akademii Nauk. Od 1997 członek National Geographic Society. Zasiada też w Radzie Nadzorczej Fundacji Homo et Planta.
Dwukrotnie żonaty: z Zuzanną Stromenger (ur. 1925, biologiem – zoologiem), a następnie z Krystyną Ramlau (1929-2008, wieloletnią pracowniczką Biblioteki Narodowej, m.in. kierowniczką Instytutu Bibliograficznego BN w latach 1979-1993). Pozostawił dwoje dzieci: Michała (ur. 1961) i Martę (ur. 1968).
Mieszkał w Warszawie.

### Kariera naukowa
- doktorat (1961)
- habilitacja (1966)
- profesor nadzwyczajny (1970)
- profesor zwyczajny (1978)

## Nagrody i odznaczenia
- Medal Zwycięstwa i Wolności 1945 (1947)
- Krzyż Kawalerski Orderu Odrodzenia Polski (1971)
- Krzyż Komandorski Orderu Odrodzenia Polski (1977)
- Krzyż Komandorski z Gwiazdą Orderu Odrodzenia Polski (1986)
- Medal im. prof. Kazimierza Demela (Morski Instytut Rybacki w Gdyni, 1995)
- Nagroda Prezesa Rady Ministrów za wybitny dorobek naukowy (1997)

## Publikacje
Autor kilkuset prac naukowych z zakresu hydrobiologii, oceanologii, bioenergetyki ekologicznej zwierząt zmiennocieplnych, ekofizjologii i ekologii rejonów polarnych, m.in.:
- Elements of Energy Budget of Tribolium Castaneum (Hbst) in its Developmental Cycle (współautorzy: T. Prus, H. Żyromska-Rudzka). W: Secondary productivity of terrestrial ecosystems (Ed: K. Petrusewicz). PWN, Warszawa 1967;
- Bioenergetic budgets and their application for estimation of production efficiency, „Polskie Archiwum Hydrobiologii”, nr 17(1/2), 1970;
- Physiological approach to ecological bioenergetics (współautor A. Duncan). W: Methods for ecological bioenergetics, (Eds: W. Grodziński, A. Duncan), Oxford, London, Edinburgh, Melbourne; Blackwell Scientific Publications:15.64 (IBP Handbook No 24), 1975;
- Respiratory metabolism of some pelagic copepods from the Equatorial Countercurrent of the Indian Ocean (współautor L. I. Sazhina), Ecological systems in dynamic active zones of Indian Ocean. 14th cruise of the R/V .Professor Vodyanitskiy, „Pol. Arch. Hydrobiol.”, 32(3/4), 1985;
- Metabolizm energetyczny (Energy metabolism), współautor K. W Opaliński. W: Bioenergetyka zwierząt zmiennocieplnych (Ecological bioenergetics of poikilothermic animals), Eds: R. Z. Klekowski, Z. Fischer. Warszawa; Polska Akademia Nauk, Wydział II Nauk Biologicznych, 1993;
- Modelowanie matematyczne procesów ekologicznych, współautor; 1996;
- Modelowanie komputerowe w ekologii, wspólnie z Vladymirem V. Menshutkinem; Towarzystwo Naukowe KUL, 2002, ISBN 83-7306-118-5.